# 중국땃쥐
중국땃쥐 또는 중국흰이땃쥐(Crocidura rapax)는 땃쥐과에 속하는 포유류의 일종이다. 중국(광시 좡족 자치구와 구이저우성, 하이난성, 후난성, 쓰촨성, 윈난성)과 인도, 대만에서 발견된다.

## 아종
3종의 아종이 알려져 있다.
- Crocidura rapax rapax
- Crocidura rapax kurodai
- Crocidura rapax lutaoensis
- Crocidura rapax tadae